# Михаил Каламатиев
Михаил Каламатиев (Калиматеев, Калиматеевич), още Миялче Каламатия (на сръбски: Михајло Каламатијевић) е деец на ВМРО, по-късно ренегат.

## Биография
Михаил Каламатиев е роден на 12 април 1896 година в град Щип, тогава в Османската имеприя, днес в Северна Македония. Занимава се с бакалска търговия и става член на ВМРО. През 1923 година става председател на Сдружението против българските бандити, а негов заместник е Стоян Мишев. Вдъхновител е на редица нападения над невинни хора, пожари, изнудвания, безчестия. В годините 1927, 1931, 1935 и 1938 е народен представител, а през 1939 година и сенатор. В периода 1928 – 1934 година е председател на Щипската община. След като Югославия капитулира през Втората световна война, бяга в Гърция. През 1951 година е в Атина и сътрудничи на гръцки военни като преводач при разпити на бегълци от Вардарска Македония.